# William H. Keith, Jr.
William H. Keith, Jr. (* 8. August 1950) ist ein amerikanischer Science-Fiction-Schriftsteller, der sich auf Military-SF spezialisiert hat.

## Leben und Karriere
Keith lebte als Kind im Westen von Pennsylvania. Später trat er der Marine bei und arbeitet zu Zeiten des Vietnam-Kriegs als Sanitäter im Krankenhaus. Danach arbeitete er weiterhin im medizinischen Bereich.
Seine Karriere begann Keith als Illustrator. Bevor er anfing, Bücher zu schreiben, illustrierte er sie und war zudem Spieledesigner. Seit 1984 arbeitet er Vollzeit als Schriftsteller. Keith schrieb einige seiner Science-Fiction-Bücher unter den Pseudonymen Keith Douglass, H. Jay Rikers und Ian Douglass. Die meisten sind jedoch unter seinem Klarnamen veröffentlicht worden. Abgesehen von seinen Tätigkeiten als Schriftsteller trat er auch als Gastdozent an verschiedenen nahe gelegenen Colleges und bei Mensa-Veranstaltungen auf und sprach über Themen wie Genre-Fiction und das Erforschen des Weltraums.
Privat beschäftigt er sich mit Reiki und metaphysischen Phänomenen. Keith lebt in den Laurel Highlands in Pennsylvania.

## Werk

### Battletech

#### Gray-Death-Trilogie
- Battletech 01 Entscheidung am Thunder Rift. Heyne 1989, ISBN 3-453-03889-4, Decision at Thunder Rift 1986.
- Battletech 02 Der Söldnerstern. Heyne 1989, ISBN 3-453-03890-8, Mercenary's Star 1987.
- Battletech 03 Der Preis des Ruhms. Heyne 1989, ISBN 3-453-03891-6, The Price of Glory 1987.

#### Sonstige
- Battletech 29 Pflichtübung. Heyne 1996, ISBN 3-453-09439-5, Tactics of Duty 1995.
- Battletech 32 Operation Excalibur. Heyne 1997, ISBN 3-453-10927-9, Operation Excalibur 1996.

### Renegade Legion
- Renegade Legion 1 Die Ehre der Legion. Heyne 1997, ISBN 3-453-10910-4,  Renegade's Honor 1988.